# Multirole Acoustic Stabilized System

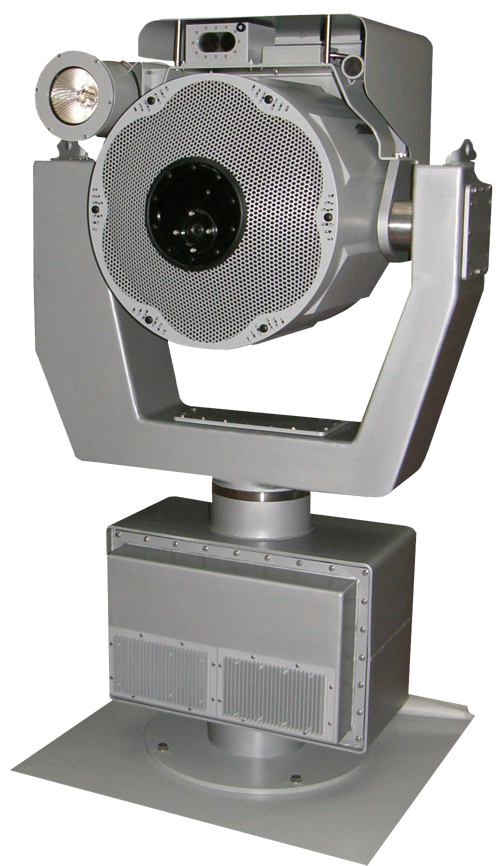
L'immagine ufficiale del Multirole Acoustic Stabilized System

Il MASS (sigla del Multirole Acoustic Stabilized System) è un'arma non letale sviluppata dalla Sitep Italia che combina un'arma sonica, un accecatore ed un telemetro laser, una telecamera diurna e/o IR con uno zoom 20x ed un faro di ricerca da 12 milioni di cd. È utilizzabile dalle unità navali come strumento per respingere attacchi dei moderni pirati, per le operazioni di Search And Rescue, e come mezzo di auto-difesa.

## Specifiche tecniche
Il singolo dissuasore ha un'altezza di 153 cm, una larghezza di 95 cm ed una profondità di 66 cm per un peso complessivo di circa 230 kg; il motore elettrico permette un movimento con una velocità di 60°/sec, una precisione di +/-0,5°; può emettere suoni in un fascio conico ampio dai 5° ai 15° (misurato sui 2 kHz). A volume massimo, emette suoni con un'intensità di 160 dB A  a 1 metro di distanza, un livello che è capace di produrre danni permanenti al sistema uditivo, e molto oltre la soglia del dolore umana normale (120 – 140 dB). Ha un raggio di azione che si estende fino ai 3.000 metri ed ha la capacità di trasmettere anche messaggi pre-registrati o comunicazioni istantanee tramite microfono.
Il sistema è totalmente stabilizzato sui tre assi in maniera automatica e può essere associato ai radar del tiro.
La Sitep Italia ha messo in produzione anche una versione alleggerita (denominata LW MASS CS-424), finalizzata all'installazione su unità navali minori, che si differenzia dal fratello maggiore per le minori dimensioni (97 x 79 x 69 cm), il peso limitato a 140 kg e le prestazioni leggermente inferiori.

## Storia dell'impiego effettivo del MASS
Il dispositivo è stato adottato dalla Marina Militare italiana nel 2015 con l'installazione a bordo dei cacciatorpediniere classe Orizzonte Caio Duilio e Andrea Doria.
Ordinativi sono già stati posti dalla Marina Militare Italiana per l'installazione sulle fregate FREMM e sui pattugliatori della classe Comandanti.
Inoltre stato già selezionato per l'installazione sulle nuove unità previste dal programma navale d'emergenza per la Marina Militare Italiana (LHD Trieste, LSS Vulcano e per i PPA).
Risulta installato su unità navali della Guardia di Frontiera Finlandese.